# Iran op de Paralympische Zomerspelen 2020
Iran was een van de landen die deelnam aan de Paralympische Zomerspelen 2020 in Tokio, Japan.

## Medailleoverzicht
| Atletiek     | Saeid Afrooz                    | Speerwerpen, F34 (m)           | Goud   |  |  |
| Atletiek     | Hamid Amiri                     | Speerwerpen, F54 (m)           | Goud   |  |  |
| Atletiek     | Amir Khosravani                 | Verspringen, T12 (m)           | Goud   |  |  |
| Atletiek     | Hashemiyeh Motaghian Moavi      | Speerwerpen, F56 (v)           | Goud   |  |  |
| Atletiek     | Mahdi Olad                      | Kogelstoten, F11 (m)           | Goud   |  |  |
| Bankdrukken  | Roohallah Rostami               | -80 kg (m)                     | Goud   |  |  |
| Boogschieten | Zahra Nemati                    | Individueel, recurve open (v)  | Goud   |  |  |
| Judo         | Mahammadreza Kheirollahzadeh    | +100 kg (m)                    | Goud   |  |  |
| Judo         | Vahid Nouri                     | -90 kg (m)                     | Goud   |  |  |
| Schietsport  | Sareh Javanmardidodmani         | 10 m luchtpistool, SH1 (v)     | Goud   |  |  |
| Taekwondo    | Asghar Aziziaghdam              | +75 kg, K44 (m)                | Goud   |  |  |
| Volleybal    | Team                            | Mannenteam                     | Goud   |  |  |
|              |                                 |                                |        |  |  |
| Atletiek     | Sadegh Beit Sayah               | Speerwerpen, F41 (m)           | Zilver |  |  |
| Atletiek     | Sajad Mohammadian               | Kogelstoten, F63 (m)           | Zilver |  |  |
| Atletiek     | Alireza Mokhtari Hemami         | Kogelstoten, F53 (m)           | Zilver |  |  |
| Atletiek     | Mahdi Olad                      | Discuswerpen, F11 (m)          | Zilver |  |  |
| Atletiek     | Amanollah Papi                  | Speerwerpen, F57 (m)           | Zilver |  |  |
| Atletiek     | Ali Pirouj                      | Speerwerpen, F13 (m)           | Zilver |  |  |
| Bankdrukken  | Amir Jafari Arangeh             | -65 kg (m)                     | Zilver |  |  |
| Bankdrukken  | Mansour Pourmirzaei             | +107 kg (m)                    | Zilver |  |  |
| Bankdrukken  | Seyedhamed Solhipouravanji      | -97 kg (m)                     | Zilver |  |  |
| Boogschieten | Ramezan Biabani                 | Individueel, compound open (m) | Zilver |  |  |
| Taekwondo    | Mahdi Pourrahnama Ahmad Gourabi | -75 kg, K44 (m)                | Zilver |  |  |
|              |                                 |                                |        |  |  |
| Bankdrukken  | Saman Razi                      | -107 kg (m)                    | Brons  |  |  |

## Deelnemers en resultaten
(m) = mannen, (v) = vrouwen, (g) = gemengd 

### Atletiek

#### Baanonderdelen
| Atleet          | Onderdeel      | Series    | Series | Finale              | Finale              |
| Atleet          | Onderdeel      | Resultaat | Rang   | Resultaat           | Rang                |
| --------------- | -------------- | --------- | ------ | ------------------- | ------------------- |
| Vahid Alinajimi | 100 m, T13 (m) | 0:11.18   | 9e     | Niet gekwalificeerd | Niet gekwalificeerd |
| Vahid Alinajimi | 400 m, T13 (m) | 0:50.25   | 9e     | Niet gekwalificeerd | Niet gekwalificeerd |

#### Veldonderdelen
| Paralympiër                | Onderdeel             | Resultaat | Prestatie |
| -------------------------- | --------------------- | --------- | --------- |
| Saeid Afrooz               | Speerwerpen, F34 (m)  | Goud      | 40.05     |
| Hamid Amiri                | Speerwerpen, F54 (m)  | Goud      | 31.35     |
| Nourmohammad Arekhi        | Kogelstoten, F11 (m)  | 6e        | 12.78     |
| Nourmohammad Arekhi        | Discuswerpen, F11 (m) | 6e        | 33.37     |
| Sadegh Beit Sayah          | Speerwerpen, F41 (m)  | Zilver    | 43.35     |
| Seyed Aliasghar Javanmardi | Kogelstoten, F35 (m)  | 4e        | 15.40     |
| Amir Khosravani            | Verspringen, T12 (m)  | Goud      | 7.21      |
| Sajad Mohammadian          | Kogelstoten, F63 (m)  | Zilver    | 14.88     |
| Alireza Mokhtari Hemami    | Kogelstoten, F53 (m)  | Zilver    | 8.48      |
| Mahdi Olad                 | Kogelstoten, F11 (m)  | Goud      | 14.43     |
| Mahdi Olad                 | Discuswerpen, F11 (m) | Zilver    | 40.60     |
| Saman Pakbaz               | Kogelstoten, F12 (m)  | 5e        | 14.29     |
| Amanollah Papi             | Speerwerpen, F57 (m)  | Zilver    | 49.56     |
| Ali Pirouj                 | Speerwerpen, F13 (m)  | Zilver    | 64.30     |
| Siamak Saleh Farajzadeh    | Kogelstoten, F34 (m)  | 6e        | 10.80     |
|                            |                       |           |           |
| Elnaz Darabian Aghdas      | Discuswerpen, F53 (v) | 6e        | 12.49     |
| Hashemiyeh Motaghian Moavi | Speerwerpen, F56 (v)  | Goud      | 24.50     |

### Bankdrukken
| Paralympiër                | Onderdeel   | Resultaat | Prestatie |
| -------------------------- | ----------- | --------- | --------- |
| Amir Jafari Arangeh        | -65 kg (m)  | Zilver    | 195.0     |
| Mansour Pourmirzaei        | +107 kg (m) | Zilver    | 241.0     |
| Saman Razi                 | -107 kg (m) | Brons     | 231.0     |
| Roohallah Rostami          | -80 kg (m)  | Goud      | 234.0     |
| Seyedhamed Solhipouravanji | -97 kg (m)  | Zilver    | 222.0     |

### Basketbal
| Paralympiër | Onderdeel  | Resultaat | Prestatie |
| --- | ---------- | --------- | --- |
| Hassan Abdi Amirreza Ahmadi Faleh Ayashi Iman Bagzadehfard Reza Eivazi Abdoljalil Gharanjik Mojtaba Kamali Mohammad Mohammad Nezhad Vahid Saadatpoormoghadam Mohammadhassan Sayari Mohsen Tolouei Danial Zakeri Dehvosta | Mannenteam | 9e        | Groep A (5e) V van Australië met 39-81 V van Verenigde Staten met 41-65 W van Algerije met 81-47 V van Groot-Brittannië met 57-69 V van Duitsland met 53-56 Plaats 9/10: W van Zuid-Korea met 64-56 |

### Boogschieten
| Paralympiër                     | Onderdeel                      | Kwalificatie | Kwalificatie | 1e ronde             | 2e ronde                                 | 3e ronde                                | Kwartfinale                     | Halve finale                        | (troost)Finale                             | Rang   |
| Paralympiër                     | Onderdeel                      | Score        | Positie      | Tegenstander Uitslag | Tegenstander Uitslag                     | Tegenstander Uitslag                    | Tegenstander Uitslag            | Tegenstander Uitslag                | Tegenstander Uitslag                       | Rang   |
| ------------------------------- | ------------------------------ | ------------ | ------------ | -------------------- | ---------------------------------------- | --------------------------------------- | ------------------------------- | ----------------------------------- | ------------------------------------------ | ------ |
| Ramezan Biabani                 | Individueel, compound open (m) | 699          | 2e           | Bye                  | AUS Peter Marchant W met 141-139         | BEL Piotr Van Montagu W met 143-142     | RPC Bair Shigaev W met 143-143  | CHN Ai Xinliang W met 146-144       | CHN He Zihao V met 147-143                 | Zilver |
| Alisina Manshaezadeh            | Individueel, compound open (m) | 699          | 4e           | Bye                  | RSA Philip Coates-Palgrave W met 143-130 | FIN Jere Forsberg V met 143-145         | Uitgeschakeld                   | Uitgeschakeld                       | Uitgeschakeld                              | 9e     |
| Gholamreza Rahimi               | Individueel, recurve open (m)  | 644          | 1e           | Niet van toepassing  | Bye                                      | USA Kevin Mather V met 5-6              | Uitgeschakeld                   | Uitgeschakeld                       | Uitgeschakeld                              | 9e     |
| Mohammadreza Zandi              | Individueel, W1 (m)            | 643          | 6e           | Niet van toepassing  | Niet van toepassing                      | CHN Li Ji W met 138-133                 | CHN Zhang Tianxin W met 137-129 | CZE David Drahoninsky V met 131-139 | TUR Bahattin Hekimoglu V met 134-139       | 4e     |
|                                 |                                |              |              |                      |                                          |                                         |                                 |                                     |                                            |        |
| Farzaneh Asgari                 | Individueel, compound open (m) | 677          | 12e          | Niet van toepassing  | ESP Carmen Rubio W met 140-134           | ITA Maria Andrea Virgilio V met 135-136 | Uitgeschakeld                   | Uitgeschakeld                       | Uitgeschakeld                              | 9e     |
| Zahra Nemati                    | Individueel, recurve open (m)  | 630          | 3e           | Niet van toepassing  | Bye                                      | RPC Svetlana Barantseva W met 6-5       | BRA Fabiola Dergovics W met 7-1 | GRE Dorothea Poimenidou W met 6-2   | ITA Vincenza Petrilli W met 6-5            | Goud   |
|                                 |                                |              |              |                      |                                          |                                         |                                 |                                     |                                            |        |
| Farzaneh Asgari Ramezan Biabani | Team, compound open (g)        | 1376         | 4e           | Niet van toepassing  | Niet van toepassing                      | Bye                                     | Groot-Brittannië W met 153-151  | China V met 146-150                 | Russisch Paralympisch Comité V met 151-153 | 4e     |
| Zahra Nemati Gholamreza Rahimi  | Team, recurve open (g)         | 1274         | 2e           | Niet van toepassing  | Niet van toepassing                      | Bye                                     | Groot-Brittannië W met 6-0      | Italië V met 3-5                    | China V met 2-6                            | 4e     |

### Judo
| Paralympiër                  | Onderdeel   | Resultaat | Prestatie |
| ---------------------------- | ----------- | --------- | --- |
| Mahammadreza Kheirollahzadeh | +100 kg (m) | Goud      | Kwartfinale: W van JAM Theador Subba Halve finale: W van KOR Choi Gwang Geun Finale: W van GEO Revaz Chikoidze                  |
| Vahid Nouri                  | -90 kg (m)  | Goud      | Kwartfinale: W van BRA Arthur Cavalcante da Silva Halve finale: W van FRA Helios Latchoumanaya Finale: W van GBR Elliot Stewart |

### Kanovaren
| Atleet             | Onderdeel                  | Heats     | Heats | Halve finale | Halve finale | A/B finale          | A/B finale          |
| Atleet             | Onderdeel                  | Resultaat | Rang  | Resultaat    | Rang         | Resultaat           | Rang                |
| ------------------ | -------------------------- | --------- | ----- | ------------ | ------------ | ------------------- | ------------------- |
| Eslam Jahedi       | Eenpersoons Va'a, VL2 (m)  | 1:01.395  | 9e    | 0:58.057     | 7e           | Niet gekwalificeerd | Niet gekwalificeerd |
|                    |                            |           |       |              |              |                     |                     |
| Shahla Behrouzirad | Eenpersoons kajak, KL3 (v) | 0:54.755  | 8e    | 0:51.316     | 3e QA        | 0:52.789            | 7e                  |

### Schietsport
| Paralympiër             | Onderdeel                         | Resultaat | Resultaat | Prestatie           | Prestatie           |
| Paralympiër             | Onderdeel                         | Score     | Rang      | Score               | Rang                |
| ----------------------- | --------------------------------- | --------- | --------- | ------------------- | ------------------- |
| Samira Eram             | 10 m luchtpistool, SH1 (v)        | 532.0     | 17e       | Niet gekwalificeerd | Niet gekwalificeerd |
| Samira Eram             | 50 m pistool, SH1 (g)             | 465.0     | 34e       | Niet gekwalificeerd | Niet gekwalificeerd |
| Sareh Javanmardidodmani | 10 m luchtpistool, SH1 (v)        | 572.0     | 1e        | 239.2               | Goud                |
| Sareh Javanmardidodmani | 50 m pistool, SH1 (g)             | 539.0     | 3e        | 118.8               | 7e                  |
| Roghayeh Shojaei        | 10 m luchtgeweer, staand SH1 (v)  | 624.1     | 4e        | 163.0               | 6e                  |
| Roghayeh Shojaei        | 10 m luchtgeweer, liggend SH1 (g) | 626.2     | 39e       | Niet gekwalificeerd | Niet gekwalificeerd |

### Taekwondo
| Paralympiër                     | Onderdeel       | Resultaat | Prestatie |
| ------------------------------- | --------------- | --------- | --- |
| Asghar Aziziaghdam              | +75 kg, K44 (m) | Goud      | Kwartfinale: W van CRC Andres Molina Gomez met 11-9 Halve finale: W van RPC Zainutdin Ataev met 9-4 Finale: W van CRO Ivan Mikulic met 12-10                                                                                   |
| Mahdi Pourrahnama Ahmad Gourabi | -75 kg, K44 (m) | Zilver    | Kwartfinale: W van TUR Fatih Celik met 37-21 Halve finale: W van KAZ Nurlan Dombayev met 24-6 Finale: V van MEX Juan Diego Lopez Garcia met 20-26                                                                              |
|                                 |                 |           | |
| Rayehe Shahab                   | +58 kg, K44 (v) | 5e        | 1/8e finale: V van UZB Guljonoy Naimova met 9-30 Herkansingen, 1e ronde: W van MEX Daniela Andrea Martinez Mariscal met 17-10 Herkansingen, finale: W van MAR Rajae Akermach Bronzen finale: V van GBR Amy Truesdale met 31-41 |

### Volleybal
| Paralympiër | Onderdeel  | Resultaat | Prestatie |
| --- | ---------- | --------- | --- |
| Meisam Ali Pour Davoud Alipourian Mahdi Babadi Sadegh Bigdeli Hossein Golestani Seyed Mohammad Hossein Hosseini Jed Majid Lashkarisanami Mehrzad Mehravan Morteza Mehrzadselakjani Mohammad Nemati Morteza Ramezani Gerakoei Ramezan Salehihajikolaei | Mannenteam | Goud      | Groep B (1e) W van Duitsland met 3-0 W van Brazilië met 3-0 W van China met 3-0 Halve finale: W van Bosnië en Herzegovina met 3-0 Finale: W van Russisch Paralympisch Comité met 3-1 |

### Wielrennen

#### Baan
| Atleet          | Onderdeel                         | Heats     | Heats | (Bronzen) Finale    | (Bronzen) Finale    |
| Atleet          | Onderdeel                         | Resultaat | Rang  | Resultaat           | Rang                |
| --------------- | --------------------------------- | --------- | ----- | ------------------- | ------------------- |
| Mehdi Mohammadi | Individuele achtervolging, C5 (m) | 5:09.154  | 10e   | Niet gekwalificeerd | Niet gekwalificeerd |

#### Weg
| Paralympiër     | Onderdeel              | Resultaat | Prestatie      |
| --------------- | ---------------------- | --------- | -------------- |
| Mehdi Mohammadi | Wegwedstrijd, C4-5 (m) | DNF       | Niet gefinisht |
| Mehdi Mohammadi | Tijdrit, C5 (m)        | 11e       | 53:49.65       |

Afghanistan · 
Algerije · 
Amerikaanse Maagdeneilanden · 
Angola · 
Argentinië · 
Armenië · 
Aruba · 
Australië · 
Azerbeidzjan · 
Bahrein · 
Barbados · 
Belarus · 
België · 
Benin · 
Bermuda · 
Bosnië en Herzegovina · 
Botswana · 
Brazilië · 
Bulgarije · 
Burkina Faso · 
Burundi · 
Cambodja · 
Canada · 
Centraal-Afrikaanse Republiek · 
Chili · 
China · 
Chinees Taipei · 
Colombia · 
Congo-Brazzaville · 
Congo-Kinshasa · 
Costa Rica · 
Cuba · 
Cyprus · 
Denemarken · 
Dominicaanse Republiek · 
Duitsland · 
Ecuador · 
Egypte · 
El Salvador · 
Estland · 
Ethiopië · 
Faeröer · 
Fiji · 
Filipijnen · 
Finland · 
Frankrijk · 
Gabon · 
Gambia · 
Georgië · 
Ghana · 
Griekenland · 
Groot-Brittannië · 
Guatemala · 
Guinee · 
Guinee‑Bissau · 
Haïti · 
Honduras · 
Hongarije · 
Hongkong · 
Ierland · 
IJsland · 
India · 
Indonesië · 
Irak · 
Iran · 
Israël · 
Italië · 
Ivoorkust · 
Jamaica · 
Japan · 
Jordanië · 
Kaapverdië · 
Kameroen · 
Kazachstan · 
Kenia · 
Kirgizië · 
Koeweit · 
Kroatië · 
Laos · 
Lesotho · 
Letland · 
Libanon · 
Liberia · 
Libië · 
Litouwen · 
Luxemburg · 
Madagaskar · 
Maleisië · 
Mali · 
Malta · 
Marokko · 
Mauritius · 
Mexico · 
Moldavië · 
Mongolië · 
Montenegro · 
Mozambique · 
Namibië · 
Nederland · 
Nepal · 
Nicaragua · 
Nieuw-Zeeland · 
Niger · 
Nigeria · 
Noord-Macedonië · 
Noorwegen · 
Oeganda · 
Oekraïne · 
Oezbekistan · 
Oman · 
Oostenrijk · 
Pakistan · 
Palestina · 
Panama · 
Papoea-Nieuw-Guinea · 
Peru · 
Polen · 
Portugal · 
Puerto Rico · 
Qatar · 
Roemenië · 
Russisch Paralympisch Comité ·
Rwanda · 
Saint Vincent en Grenadines · 
Samoa · 
Saoedi-Arabië · 
Sao Tomé en Principe · 
Senegal · 
Servië · 
Seychellen · 
Sierra Leone · 
Singapore · 
Slovenië · 
Slowakije · 
Somalië · 
Spanje · 
Sri Lanka · 
Syrië · 
Tadzjikistan · 
Tanzania · 
Thailand · 
Togo · 
Tonga · 
Trinidad en Tobago · 
Tsjechië · 
Tunesië · 
Turkije · 
Turkmenistan · 
Uruguay · 
Venezuela · 
Verenigde Arabische Emiraten · 
Verenigde Staten · 
Vietnam · 
Zimbabwe · 
Zuid-Afrika · 
Zuid-Korea · 
Zweden · 
Zwitserland
Paralympisch Vluchtelingen Team